# Sent Peir de Vidalhac
Sent Peir (en francès Saint-Pierre-Bellevue) és una comuna (municipi) de França, a la regió de la Nova Aquitània, departament de la Cruesa. La seva població al cens de 1999 era de 239 habitants.
Està integrada a la Communauté de communes de Bourganeuf - Royère-de-Vassivière.

## Demografia
| 1968 | 1975 | 1982 | 1990 | 1999 |
| ---- | ---- | ---- | ---- | ---- |
| 347  | 325  | 330  | 302  | 239  |

## Administració
| Període   | Identitat           | Partit |
| --------- | ------------------- | ------ |
| 2001-2008 | René Parot          |        |
| 2008-     | Jean Louis Pateyron | PS     |